# Дий (конунг Гардарики)
Дий (лат. Dian, ср. слав. имя Деян) — легендарный правитель «Геллеспонта», упоминаемый у Саксона Грамматика. Согласно этим источникам, был побеждён и убит легендарным Рагнаром Лодброком.
У Дия были сыновья Дий и Даксо, которые продолжили сопротивление, но также были побеждены Рагнаром, который назначил править «Геллеспонтом» своего сына Хвитсерка.
В рассказе о походе Хадинга против Хандвана «короля Геллеспонта» фигурирует город «Дюна», одноимённый реке «Дюна» в скандинавских источниках.